# گراچی (آستراخان)
گراچی (به لاتین: Grachi) یک منطقهٔ مسکونی در روسیه است که در استان آستراخان واقع شده‌است.